# Legal & General
Legal & General  é uma empresa multinacional britânica de serviços financeiros com sede em Londres, Reino Unido. Seus produtos incluem seguro de vida, seguros gerais, previdência e investimentos. Ela tem operações no Reino Unido, Egito, França, Alemanha, no Índia, Holanda, Estados Unidos, Brasil e Colômbia